# Lepidopa wollebaeki
Lepidopa wollebaeki is een tienpotigensoort uit de familie van de Albuneidae. De wetenschappelijke naam van de soort is voor het eerst geldig gepubliceerd in 1934 door Sivertsen.